# Cladothela boninensis
Cladothela boninensis är en spindelart som beskrevs av Kishida 1928. Cladothela boninensis ingår i släktet Cladothela och familjen plattbuksspindlar. Inga underarter finns listade i Catalogue of Life.